# Goodman Beaver

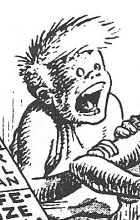

Goodman Beaver est un personnage fictif qui apparaît dans des bandes dessinées créées par le caricaturiste américain Harvey Kurtzman. À l'exception de la première apparition du personnage, que Kurtzman a fait seul, les histoires ont été écrites par Kurtzman et dessinées par Will Elder.

## Galerie

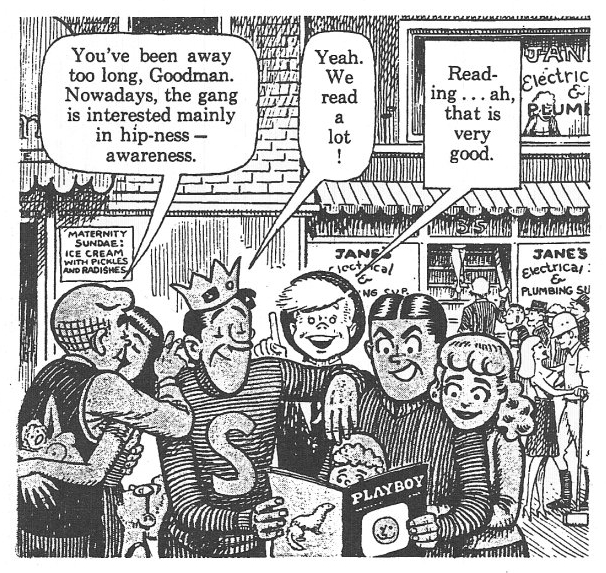
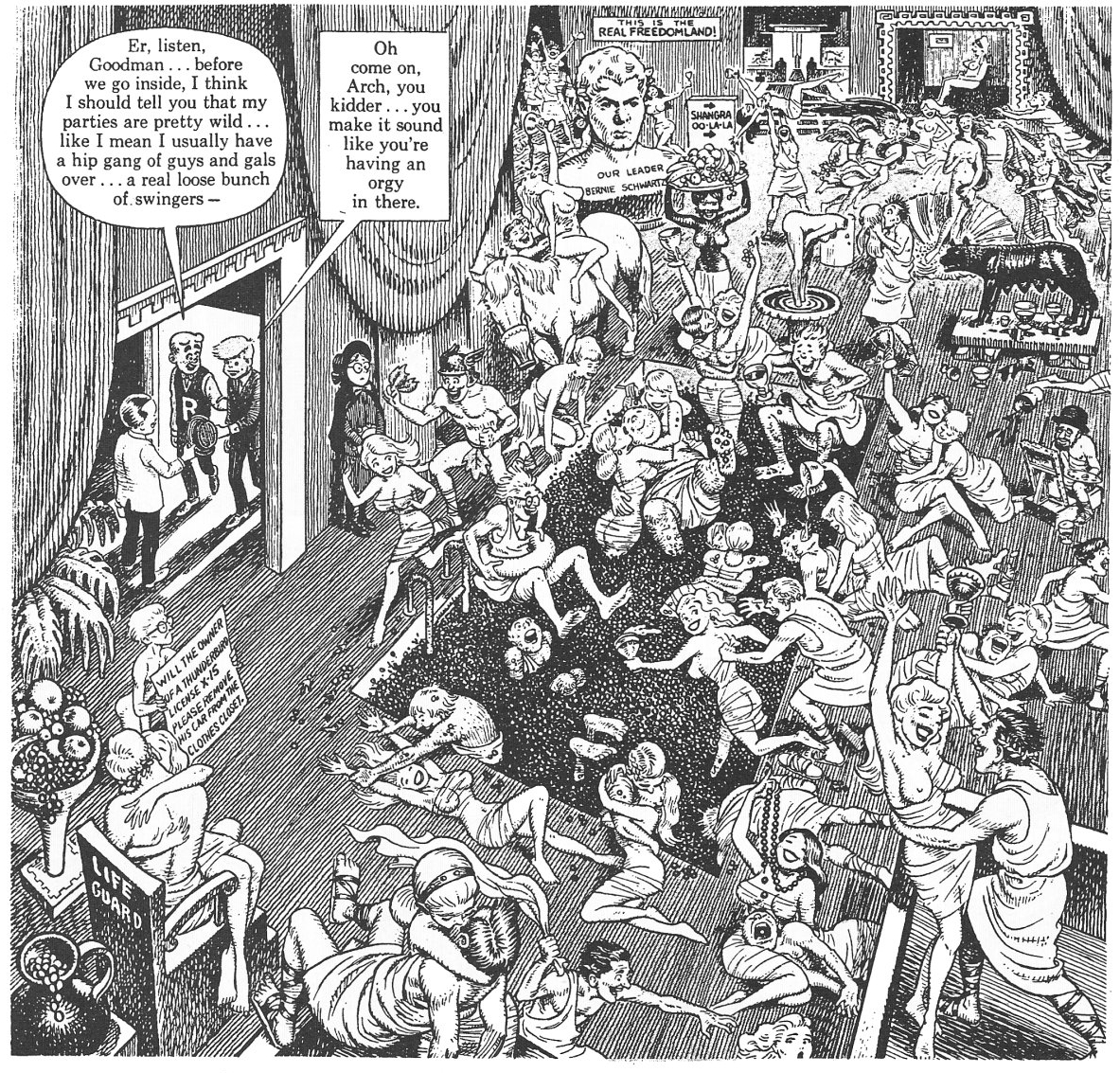